# Dendronotacea
Dendronotacea è un sottordine di molluschi nudibranchi.

## Descrizione
Hanno rinofori retrattili. Fegato a due lobi, il destro più piccolo.

## Famiglie
- Tritoniidae
- Marianinidae
- Lomanotidae
- Scyllaeidae
- Hancockiidae
- Dendronotidae
- Bornellidae
- Dotidae
- Tethydidae
- Phylliroidae